# کلیسای جامع مسیح، آکسفورد
کلیسای جامع مسیح (انگلیسی: Christ Church Cathedral, Oxford) یک کلیسای جامع در شهر آکسفورد، انگلستان است.
این کلیسا که در سال ۱۱۶۰ شروع به ساخت و در سال ۱۲۰۰ تکمیل شده است جزئی از دانشگاه آکسفورد محسوب میشود.

## نگارخانه

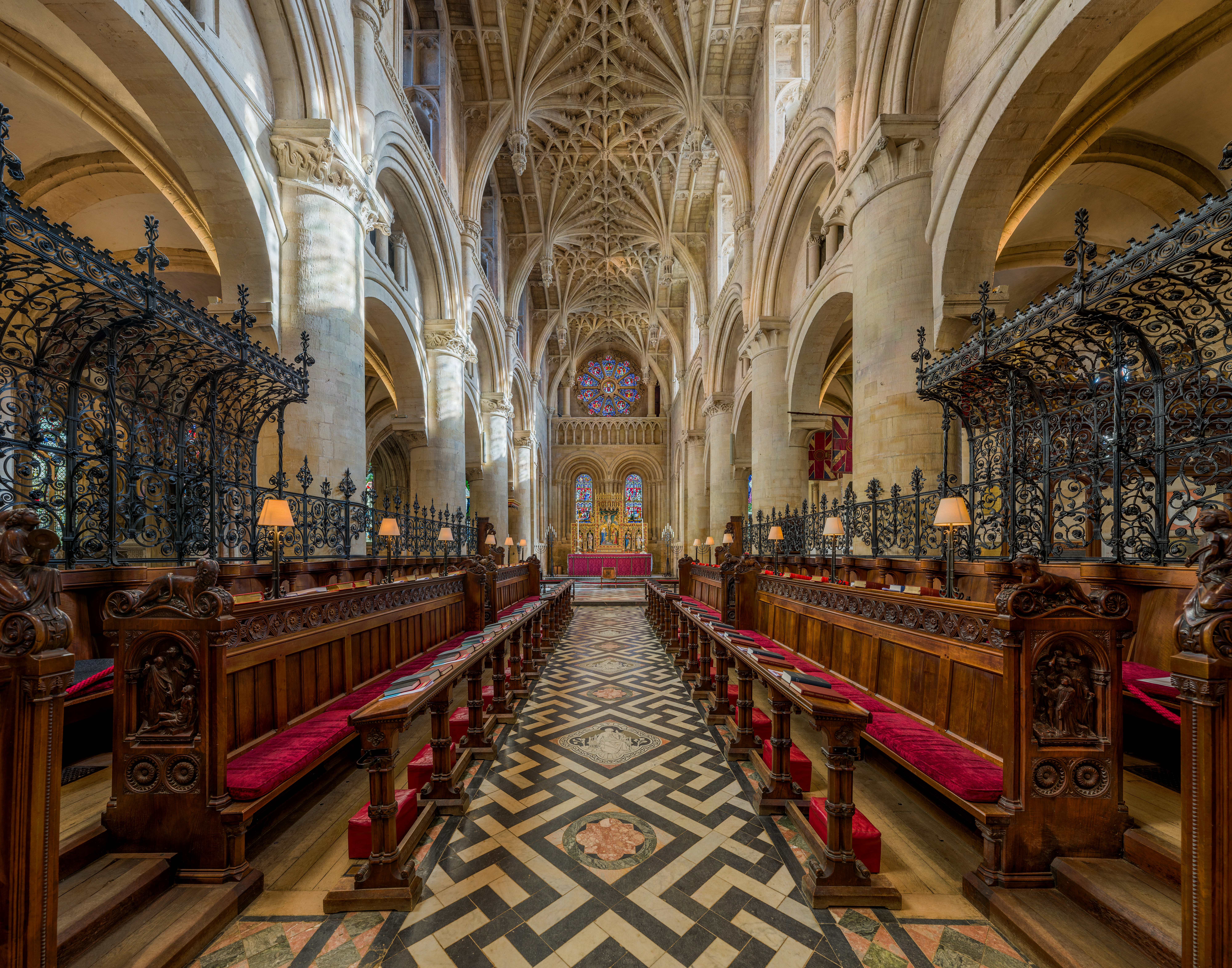
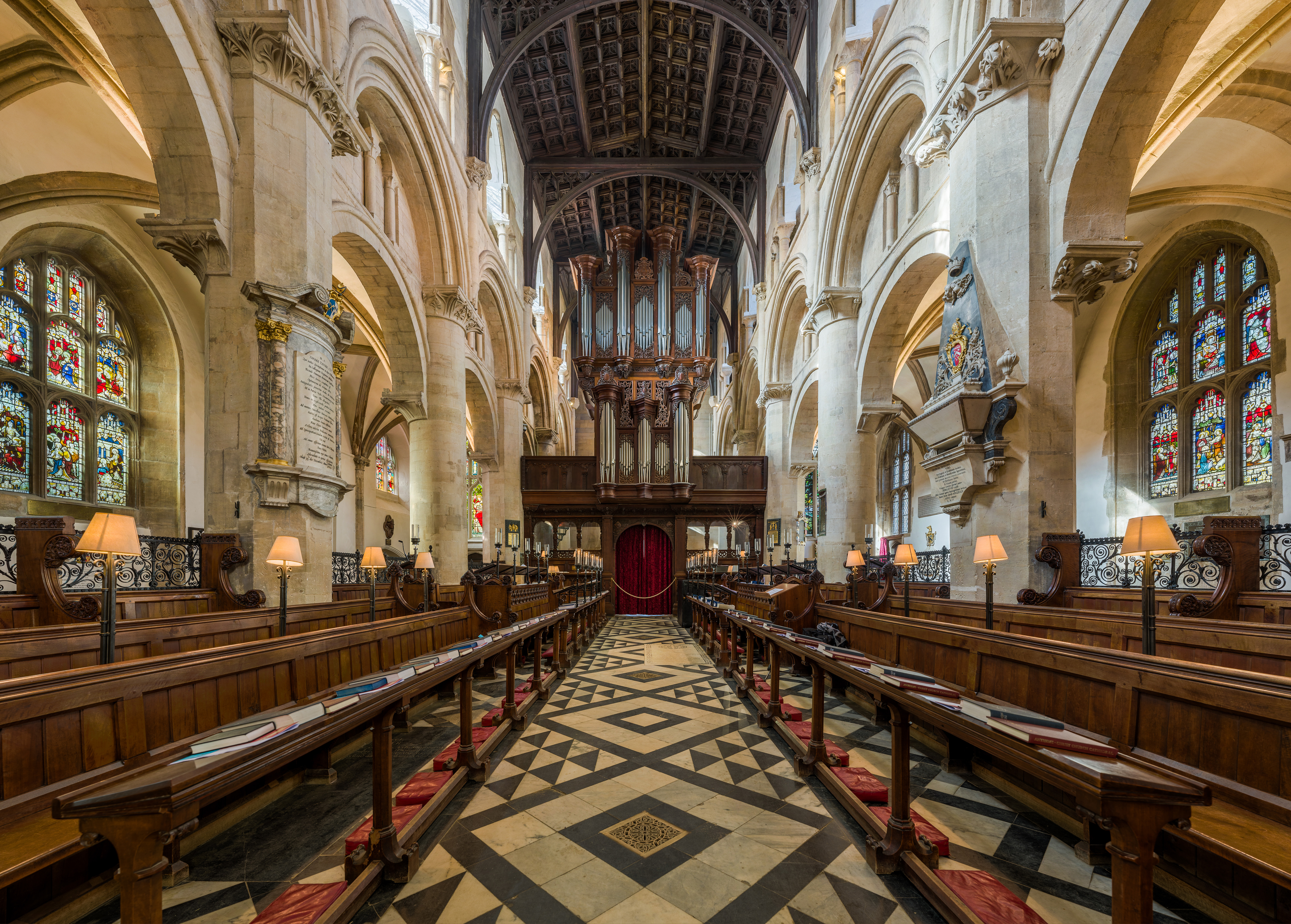
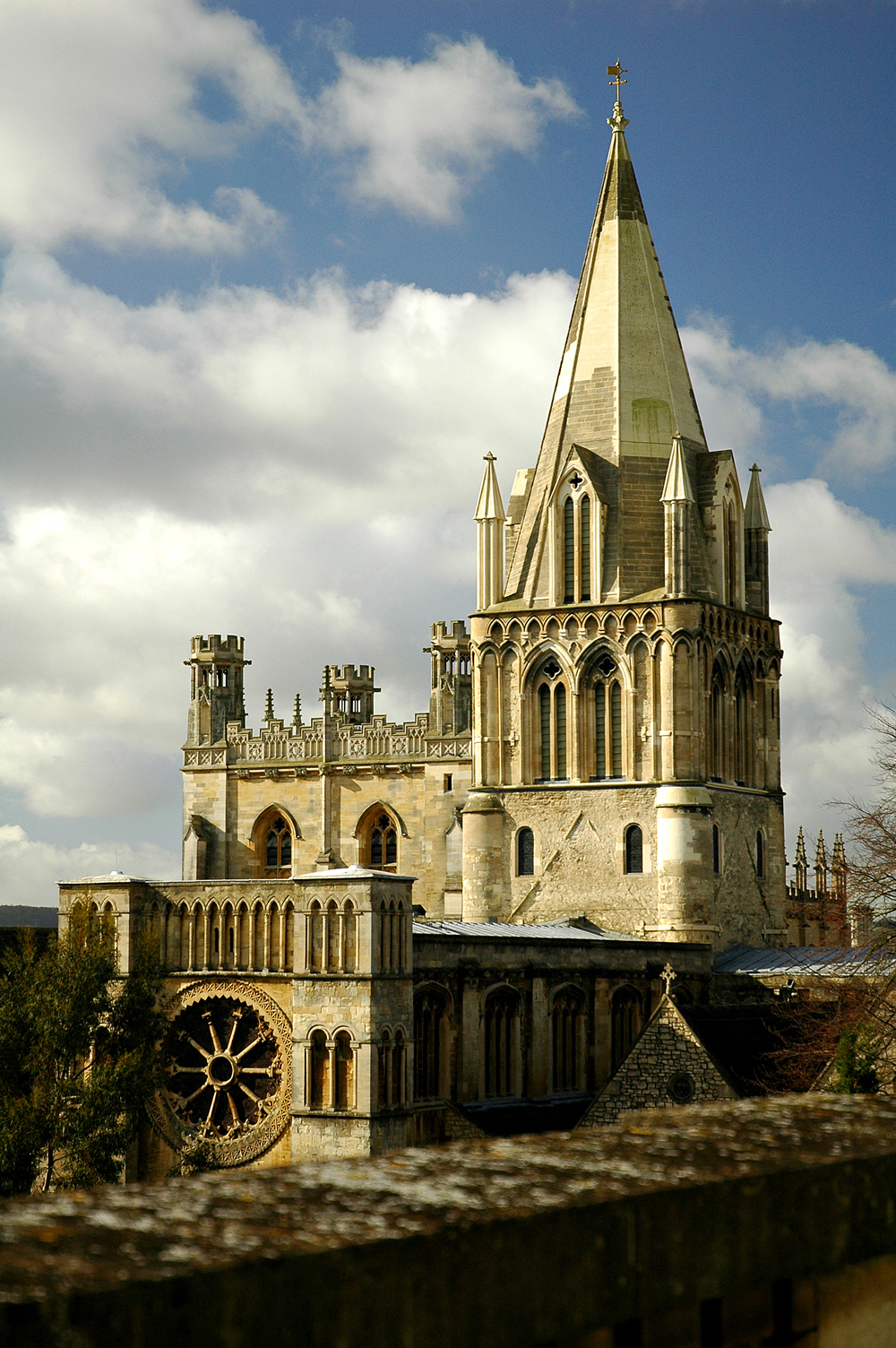
View of the cathedral
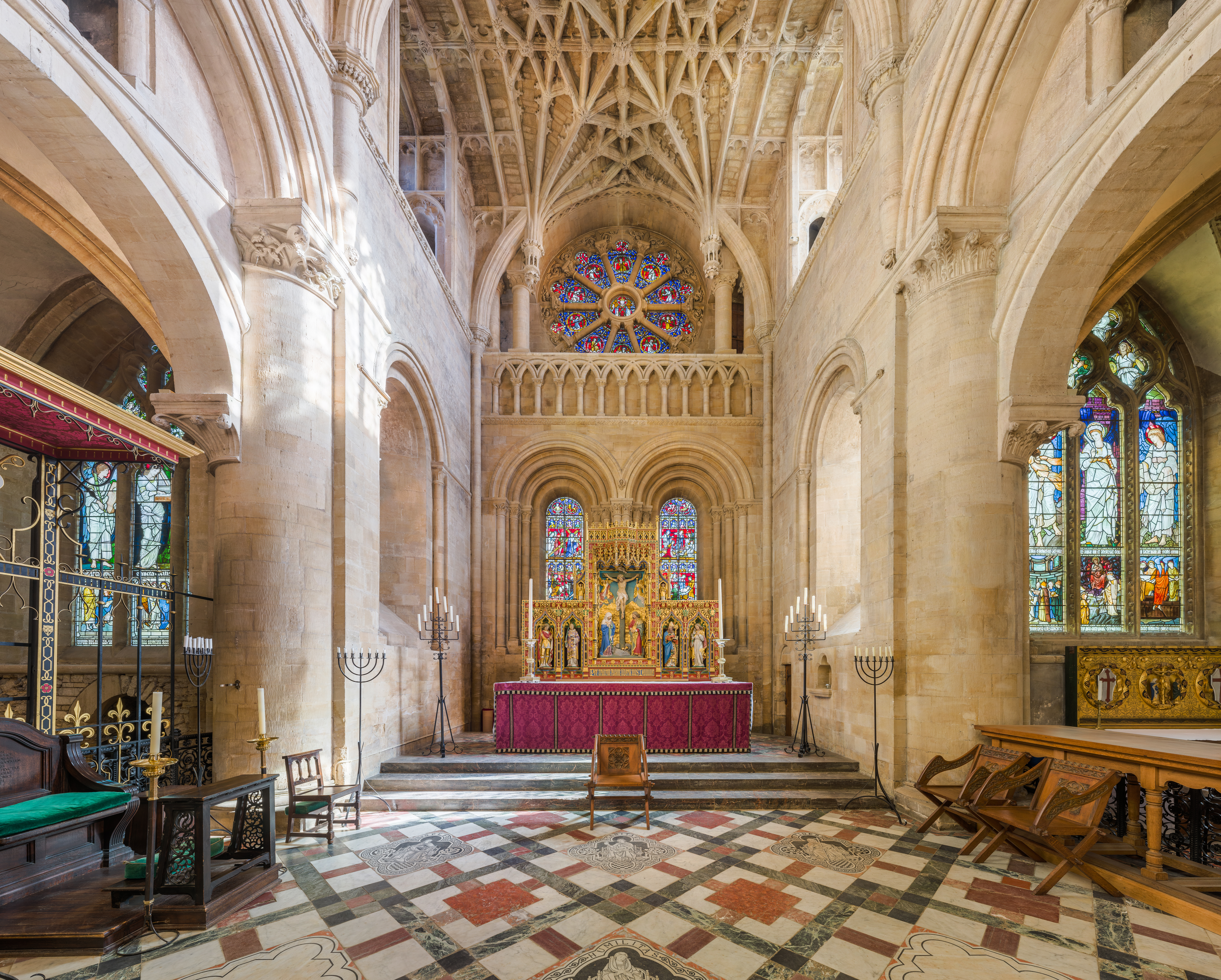
The altar and vault
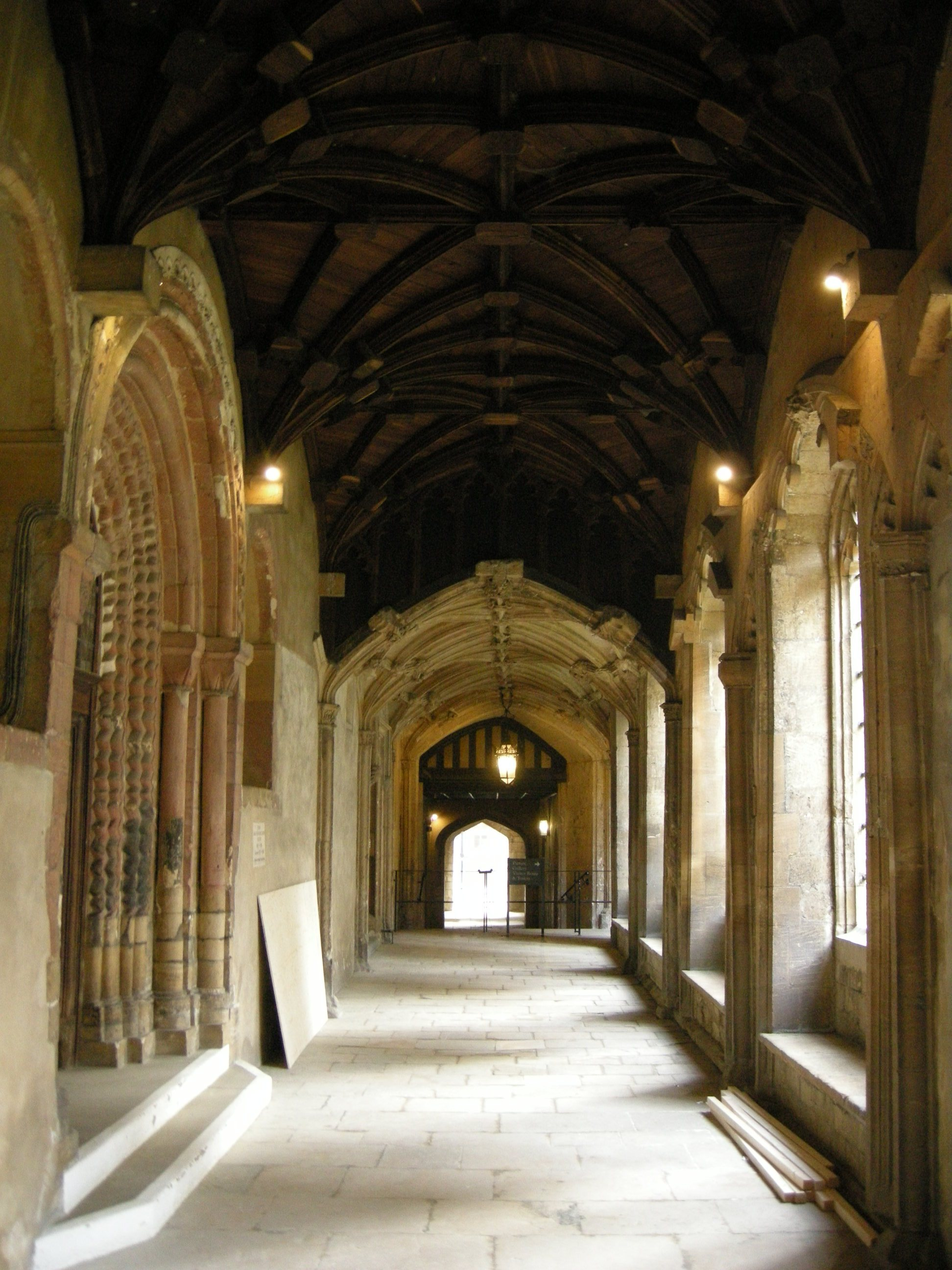
Cloisters
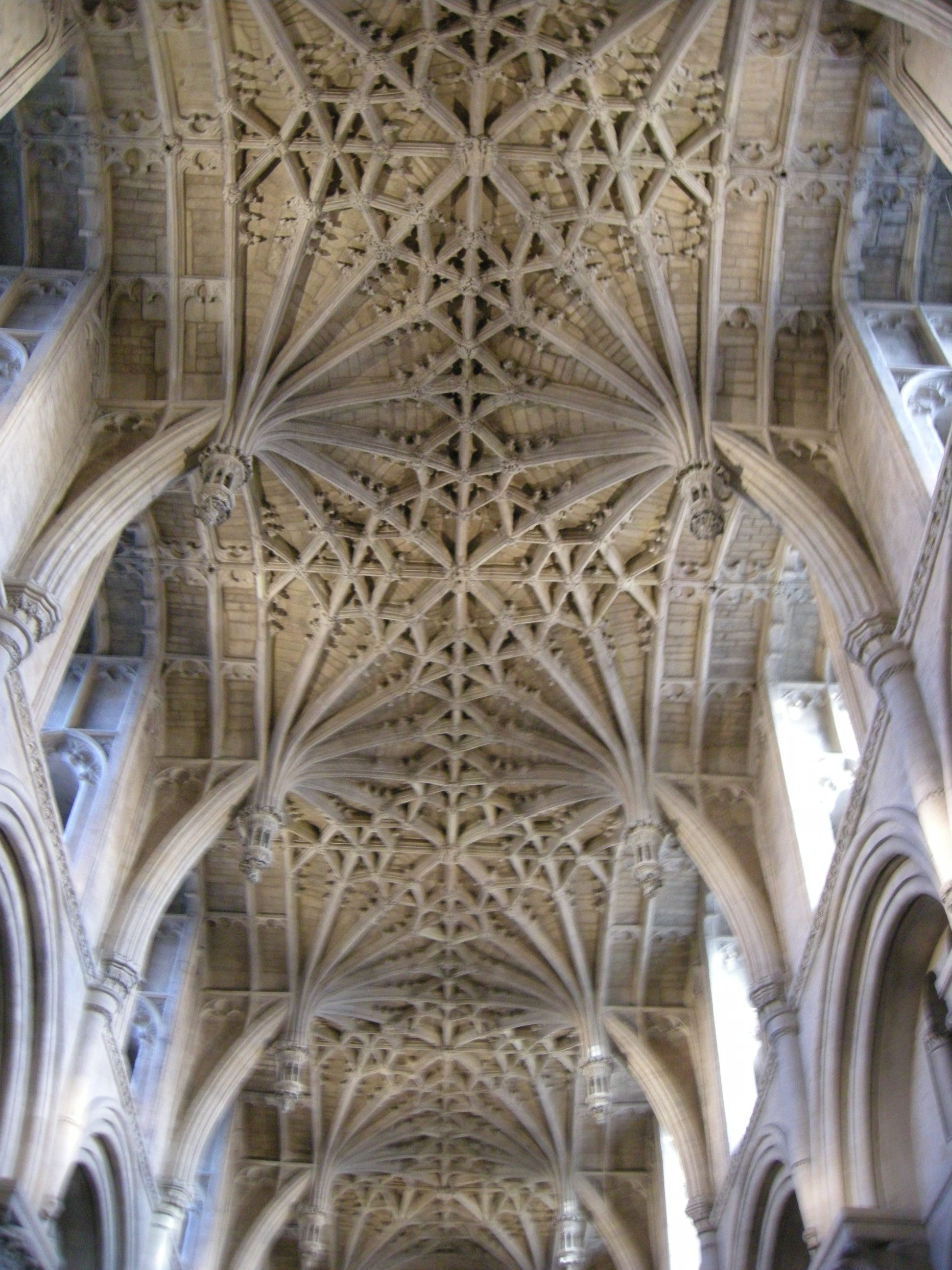
Ceiling
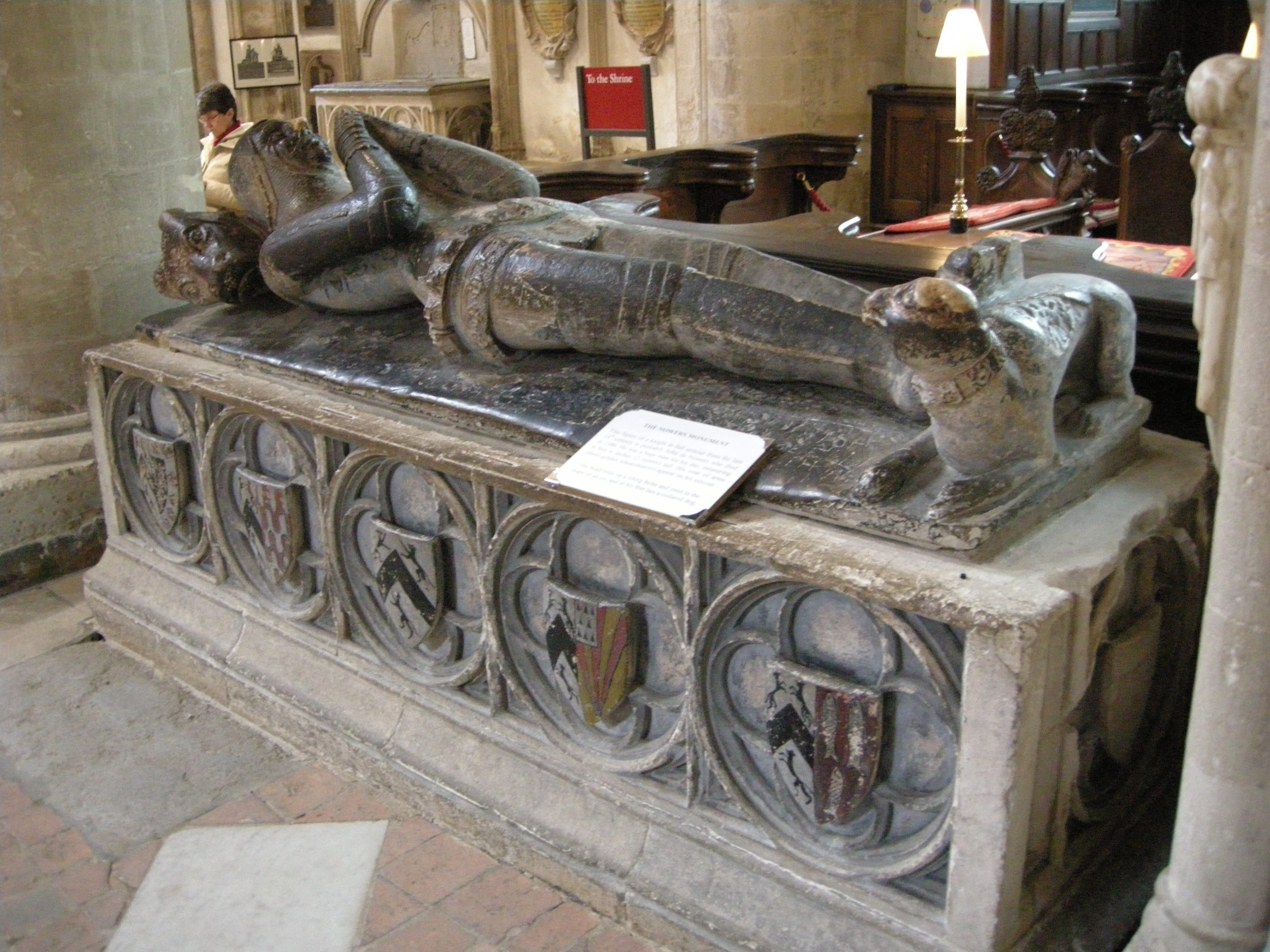
Tomb of John de Nowers
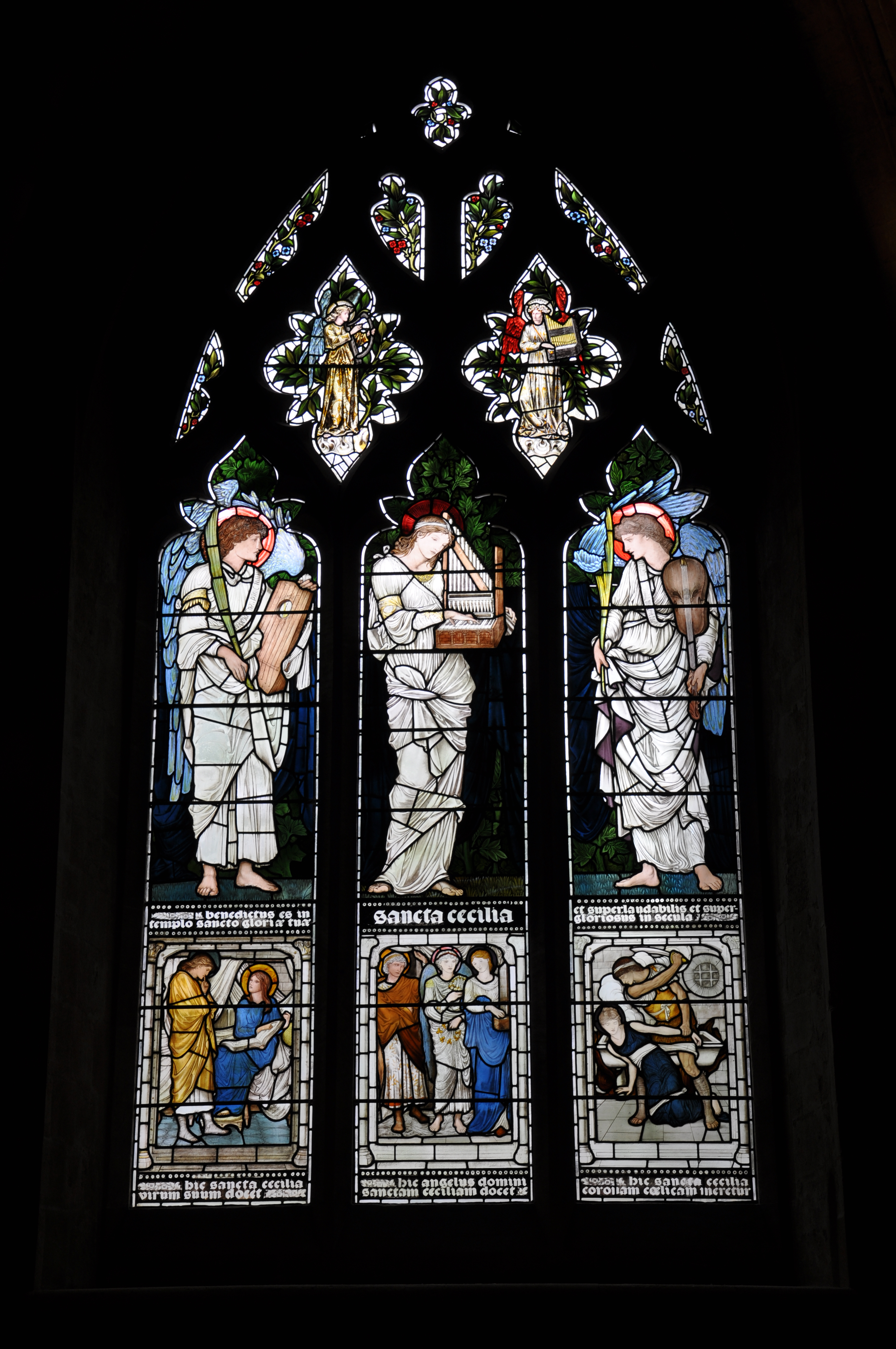
Stained glass window